# Гарфилд, Лукреция
Лукреция Рудольф-Гарфилд (англ. Lucretia Rudolph-Garfield, 19 апреля 1832 — 14 марта 1918) — жена президента Джеймса Гарфилда и Первая леди США в 1881 году.

## Детство
Родилась в Гарреттсвилле, Огайо, в семье фермера Зембера Рудольфа и Арабеллы Мейсон-Рудольф. С детства была набожным членом церкви «Ученики Христа».

## Свадьба
Лукреция впервые встретила Джеймса Гарфилда в 1849 году, во время учёбы в семинарии Джога в Честере, Огайо. Они планировали пожениться в 1856 году, но решили отложить свадьбу на пару лет, чтобы накопить денег. Гарфилд и Рудольф поженились 11 ноября 1858 года в доме родителей невесты в Хираме. Провёл церемонию пресвитерианский министр Генри Хитчкок. От медового месяца молодожёны отказались.

## Дети

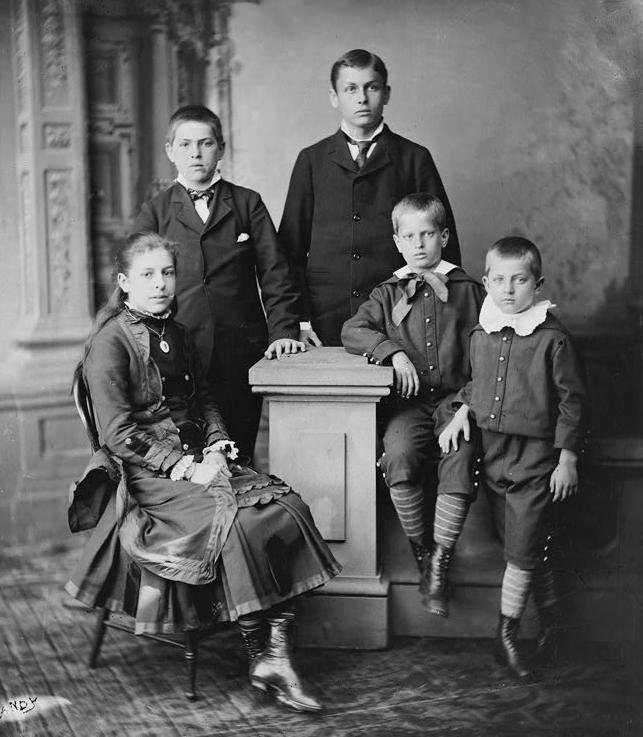
Дети Гарфилдов (за исключением двух последних детей)

У четы Гарфилд было четверо сыновей и дочь:
- Гарри Август Гарфилд (1863-1942) — юрист, педагог, должностное лицо
- Джеймс Рудольф Гарфилд (1865-1950) — юрист, должностное лицо
- Мэри Гарфилд Стенли-Браун (1867-1947) — образование получила в частных школах Кливленда и Коннектикута. В 1888 года вышла замуж за Джозефа Стенли-Брауна, инвестиционного банкира. Проживала в Нью-Йорке и Пасадине, Калифорния.
- Ирвин Макдауэлл Гарфилд (1870-1951) — юрист. Окончил колледж Уилльямса и Колумбийскую школу права. Позже поселился в Бостоне, где был партнёром в компании Уоррен&Гарфилд и состоял в совете директоров нескольких корпораций.
- Абрам Гарфилд (1872-1958) — архитектор. Выпускник колледжа Уильямса и Массачусетского технологического института, после поселился в Кливленде, где работал архитектором. В 1929-1942 состоял в комиссии Кливленда по планированию и принимал активное участие в жизни Американского института архитекторов.

## Первая леди США
Хотя миссис Гарфилд не была особо заинтересована социальными обязанностями Первой леди, она выполняла свои функции добросовестно и её подлинное гостеприимство сделало обеды в Белом доме приятными. В возрасте 49 лет она была достаточно стройной, изящной женщиной с ясными тёмными глазами, её каштановые волосы начинали показывать следы седины.
Как Первая леди, Гарфилд исследовала историю обстановки в Белом доме с целью восстановить прежнюю славу, но она заболела малярией и не смогла продолжить проект.

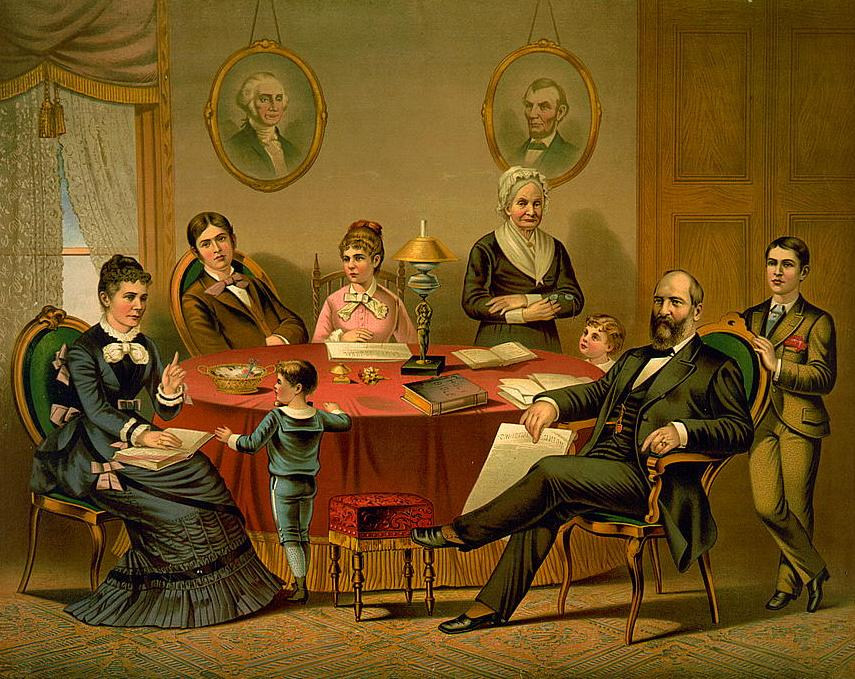
Семья Гарфилдов

Когда на Джеймса Гарфилда было совершено покушение, Лукреция отдыхала в Лонг-Бранч, Нью-Джерси. Получив известие, она немедленно вернулась в Вашингтон. Очевидцы рассказывали, что она была «хрупкой, усталой, отчаянной», но «намеренной сохранять спокойствие». Поезд, на котором ехала Гарфилд, мчался так быстро, что сорвал поршень. Однако в результате аварии никто не пострадал. После задержки она добралась до Белого дома и сразу же пошла к постели мужа.
В течение трёх месяцев, которые президент боролся за свою жизнь, личное горе и преданность Первой леди вызывали симпатию в стране. После смерти и похорон мужа Лукреция вернулась на ферму в Огайо, где ещё 36 лет вела закрытую жизнь и сохраняла записи мужа. Она отвела крыло дома под его работы.

## Последние годы жизни и смерть
Гарфилд и её дети жили на 350,000 долларов из целевого фонда финансиста Кира Филда. Она провела зиму в Южной Пасадине, где построила себе дом, спроектированный фирмой "Greene and Greene". Лукреция Гарфилд умерла в Южной Пасадине, Калифорния, 14 марта 1918 года. Похоронили рядом с мужем в президентском склепе кладбища Лейк-Вью в Кливленде, Огайо.